# ببر محمد باشا
ببر محمد باشا سياسي عثماني شغل منصب والي مصر منذ 1622 حتى 1622.